# 마법의 섬 띠또띠또
《마법의 섬 띠또띠또》는 2000년 4월 17일부터 2001년 5월 25일까지 SBS에서 방영된 애니메이션이다.
2001년 4월 17일(화요일)에, 방영 1주년을 맞이하기도 하였으며, 같은 해 5월 25일(금요일)에, 종방하였다.

## 주제가
- 오프닝과 엔딩: 마법의 섬 띠또띠또 주제가 - 《마법의 띠또띠또》